# ستيف ليزلي (لاعب كرة قدم)
ستيف ليزلي (بالإنجليزية: Steve Leslie)‏ (6 فبراير 1976 في المملكة المتحدة - ) هو لاعب كرة قدم بريطاني في مركز الوسط. لعب مع ستوك سيتي وكوين أوف ساوث وAnnan Athletic F.C. ‏ ونادي كلايدبانك ‏.